# Evan Evagora

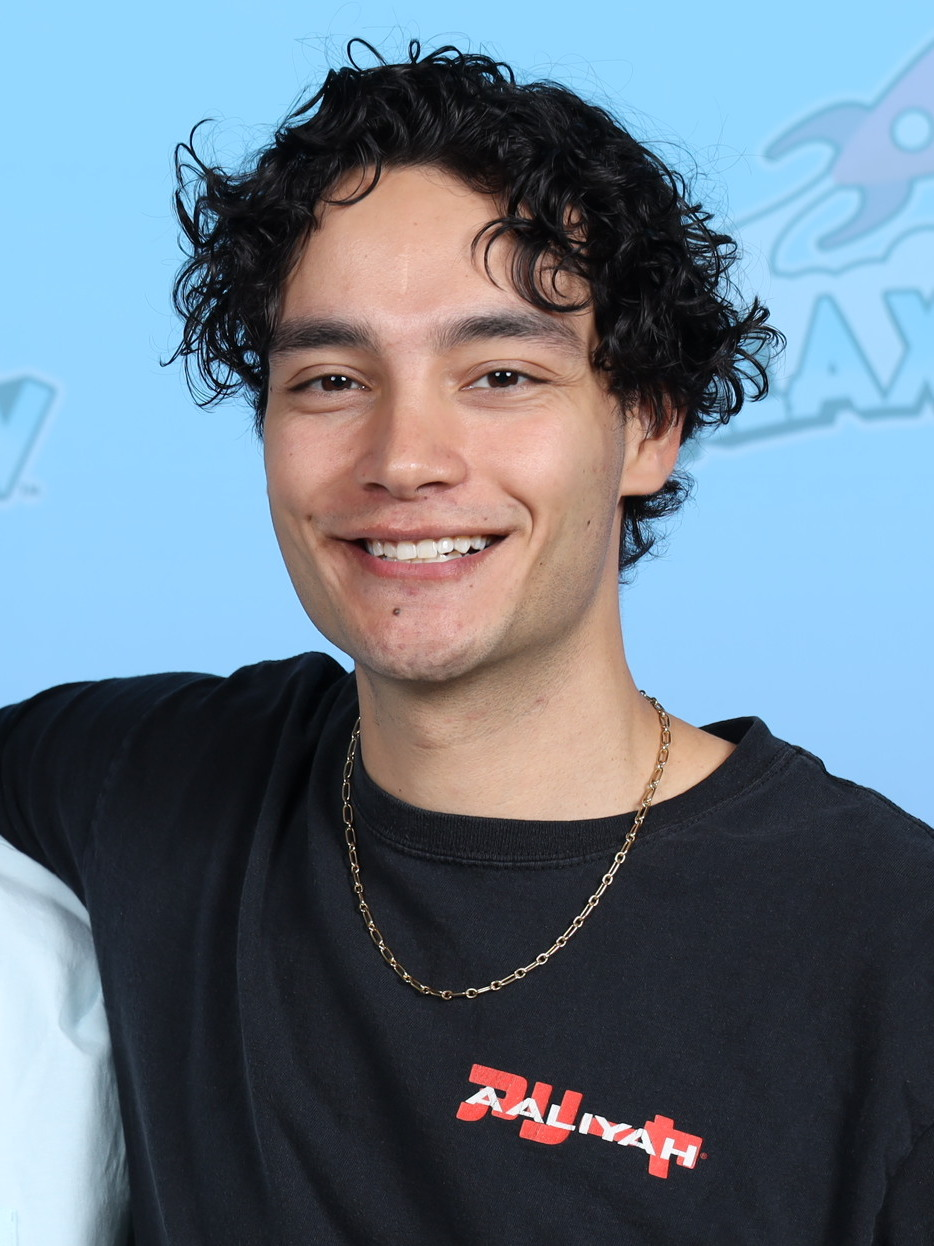
Evan Evagora (2023)

Evan Evagora (* 10. August 1996 in Melbourne, Victoria) ist ein australischer Schauspieler und Model. 

## Leben
Evagora wurde als jüngstes von sieben Geschwistern in Melbourne geboren und wuchs dort auf. Er begann in jungen Jahren, Sport zu treiben, lernte Boxen und spielte Fußball. Auch begann er, in Schulbühnenproduktionen aufzutreten. Nach einem Jahr in Europa schrieb er sich an einer Filmschule ein. Er begann daraufhin zu schauspielern. 
Im Jahr 2019 trat er in einer Episode der australischen Mystery-Serie Secret City auf. Im selben Jahr wurde er für die Serie Star Trek: Picard verpflichtet, wo Evagora ab 2020 als Romulaner Elnor zu sehen war. 2020 spielte er eine Nebenrolle in dem Film Fantasy Island. Neben seiner Tätigkeit als Schauspieler arbeitet Evagora auch als Model. So stand er für viele Firmen und Zeitschriften wie Mercedes-Benz, Westfield und Vanity Teen vor der Kamera.

## Filmografie

### Film und Fernsehen
- 2019: Secret City (Fernsehserie, eine Folge)
- 2020: Fantasy Island
- 2020–2022: Star Trek: Picard (Fernsehserie, 15 Folgen)
- 2021: Home and Away (Fernsehserie, eine Folge)

### Videospiele
- 2022: The Quarry (Rolle des Nicholas „Nick“ Furcillo)